# 絞刑台 (電影)
是一部2015年美國拾得录像超自然恐怖电影，由克里斯·洛芬及特拉维斯·克拉夫两人執導和編劇，同時也是两人第一次執導的作品。這部電影於2015年7月10日由華納兄弟公司發行，受到負面評論居多，並在全球賺取4300萬美元。
電影主演包括雷斯·米什勒、菲费尔·布朗、赖恩·肖斯、卡西迪·吉福德。續集《問吊舞台2》於2019年推出。

## 剧情
1993年10月9日，贝缇丽彩高中的学生查理·格里米而因在舞台剧“絞刑台”期间发生道具故障后不慎被绞死导致死亡，而他的父母及全体观众也见证了这场悲剧的发生。
在20年后的10月9日，高校试图再次演译这场舞台剧“絞刑台”。雷斯·浩泽感到十分兴奋，因为这给了他机会去靠近他暗恋的对象菲费尔·罗斯。但是，他的朋友赖恩·肖斯对这个剧本不屑一顾，并提出破坏这个剧集的想法。雷斯对他的计划表示拒绝。但是当赖恩承诺之后能给里斯一个机会让他去安慰菲费尔并与她接吻时，便同意了他的主意。
在那天晚上，雷斯、赖恩和赖恩女友卡西迪·斯皮克偷偷地进入了学校。但是碰巧的是，菲费尔不小心看见了里斯的车子，便跟随着他们进入里头。而其余三人也明白不能在普法伊费尔面前破坏场景，便企图离开学校，但是发现学校的门均已锁上，而学校也完全没有手机信号。菲费尔逐渐开始怀疑他们的行为，便强迫他们讲出真正的目的，而这也激怒了她。
当小组试图寻找离开学校的途径时，他们发现了一架旧款电视机突然播放了20年前，查理死讯的新闻报道，其中包括与他的女友亚历克西斯的访谈。他们从新闻明白其实查理不是舞台剧的主要演员，而他是主演演员瑞克的替身，也为雷斯的父亲。
小组因为里斯带着相机突然的离开而分散了，让赖恩独自停留在现场。当他在寻找雷斯的时候，也发现了许多东西，包括还未吃完的食物，一杯咖啡，拥一个有床垫和床架的隐藏房间，里头也有看起来像从上面垂下来的身体。当小组重聚时，他们突然听到他们上面的脚步停在卡西迪的上方。然后，她在毫无东西的情况下突然被拉到空中，而她的脖子上有看起来像是被绳索烧伤。
之后，全部人都回到了舞台上，而这时菲费尔指向了他们可逃脱至外的空调风管。赖恩对于困在学校里头感到愤怒及恐惧并对向空气大骂查理。当他爬向了那空调风管时，一股力量将赖恩推向地面，使赖恩的脚摔断。当其余的三人为了寻找可医治赖恩的物品而离开时，门突然被反锁了，只留下了赖恩在舞台上。就在他们重回舞台时，只留下了他的手机。而观众的视角也更换到手机的荧幕上。
当门被锁上时，突然有个拿着套索的声影在门边出现。当声影突然消失时，赖恩的脖子也被在空中飞翔的套索拉走。随着夜晚的进展，卡西迪也被穿着舞台剧的刽子手服装的查理·格里米杀害。雷斯和菲费尔企图逃离恶灵，但还是被迫回到了舞台，而菲费尔期间也差点被窒息。此时，舞台的灯光一闪，旁边也多了一个絞刑台。两人也意识到必须演出该剧的最后一幕（雷斯所演出的人物为被绞死的查理），两人也重现了这一幕。但是，当雷斯将将绳索放在他的脖子的那一刻时，他也被查理吊死了。当他死后，菲费尔与变成大人形态的查理两人面向观众席鞠躬，而坐在席位上观看演出的亚历克西斯也起立鼓掌，灯光也顿时熄灭。
荧幕之后突然一片黑暗，镜头来到了亚历克西斯的屋子。两名警察进入了里头，发现亚历克西斯及菲费尔在观看着查理被绞死的录影带，此举也表明菲费尔已经成为亚历克西斯及查理的女儿。当其中一名警员询问关于查理的事物时，菲费尔却说：“你不该说出那名字。”当他要叫他搭档时，却发现他被一条绳索拖拽，将他绞死。而门之后突然闭上，就在警员转身时，查理突然在背后出现，袭击并将他杀死，而荧幕也切换转暗。

## 角色
| 演員          | 角色名稱      | 備註            |
| ------------- | ------------- | --------------- |
| 雷斯·米什勒   | 雷斯·浩泽     | Reese Houser    |
| 菲费尔·布朗   | 菲费尔·罗斯   | Pfeifer Ross    |
| 赖恩·肖斯     | 赖恩·肖斯     | Ryan Shoos      |
| 卡西迪·吉福德 | 卡西迪·斯皮克 | Cassidy Spilker |

## 制作
2014年6月24日，新线影业承认获得了电影的发行权并确认将会拍摄。 。之后，影业也确认此片将会于2015年7月10日，于美国正式发布。虽然此片的设定是在导演之一克里斯·洛芬的家乡内布拉斯加州的比阿特丽斯，但是所有的戏份是在加利福尼亚州的弗雷斯诺拍摄。只有少部分的剧情是在比阿特丽斯拍摄，但是都被布倫屋製片公司剪辑时均切除。有关片段全收录于电影的DVD及Blu-ray。此外，演员的演出均未有任何的电脑成像。

## 發行

### 評價
《問吊舞台》在北美的收入為2270萬美元，其他地區的收入為2020萬美元，全球總額為4300萬美元，預算為200萬美元。
該電影於2015年7月10日發行，同時還有動畫電影《小小兵》和科幻驚悚片《換命法則》。這部電影在周四晚上放映時收入90萬美元，發行當天收入為450萬美元。
這部電影在在其首映週末票房排名第五，共獲得980萬美元於首映當週。

### 反響
在爛番茄評論上，根據102條評論，該片的支持率為16％，平均評分為3.2 / 10。該網站的重要共識寫道：「敘述性的創作與視覺上的混亂，《問吊舞台》讓觀眾在一個搖搖欲墜的鏡頭中讓觀眾發現深層的恐怖。」
在Metacritic上，根據22位評論家的觀點，這部電影的加權平均分為30分，表明「整體上不利的評論」。根據影院評分評論，觀眾給予該電影A + F級的「C」等級。

## 續集
2017年8月，據報導，《問吊舞台2》正在進行拍攝。

## 外部連結
- 互联网电影数据库（IMDb）上《絞刑台》的资料（英文）
- 爛番茄上《絞刑台》的資料（英文）
- Metacritic上《絞刑台》的資料（英文）